# Lou Rossini
Lucio « Lou » Rossini, né le 24 avril 1921, à New York, aux États-Unis et décédé le 21 octobre 2005, à Sewell, dans le New Jersey, est un joueur et entraîneur américain de basket-ball.

## Palmarès
- Finaliste des Jeux panaméricains de 1959
- 3e des Jeux panaméricains de 1963